# Vaccinium saxicola
Vaccinium saxicola är en ljungväxtart som beskrevs av Woon Young Chun och Hermann Sleumer. Vaccinium saxicola ingår i Blåbärssläktet, och familjen ljungväxter. Inga underarter finns listade i Catalogue of Life.